# Palazzo Clerici

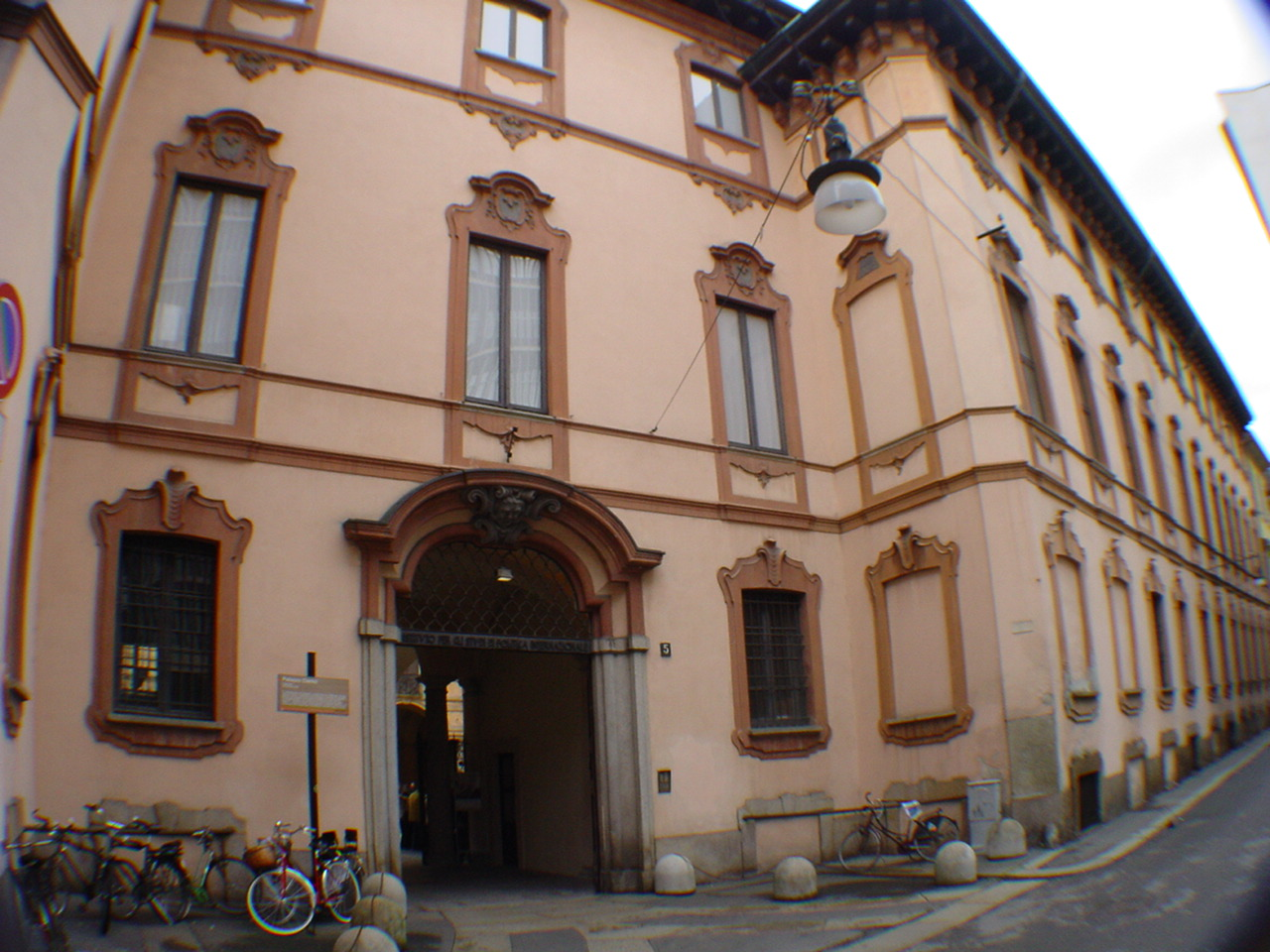
Fassade

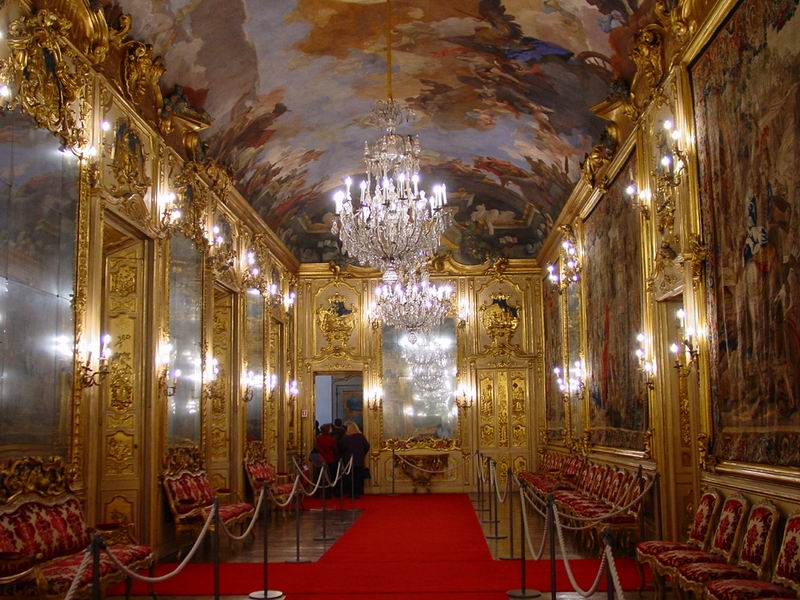
Die Galerie mit einem Fresko von Tiepolo

Der Palazzo Clerici in Mailand ist der ehemalige Stadtpalast der durch Seidenhandel reich gewordenen Mailänder Familie Clerici an der „Contrada del prestino dei Bossi“.

## Geschichte
Das Gebäude wurde im 17. Jahrhundert errichtet und gehörte der Familie der Visconti di Somma Lombardo. Sie veräußerte das Haus an Antonio Giorgio Clerici, einem General der Kaiserin Maria Theresia, der es ab 1736 aufwändig umbaute und Giovanni Battista Tiepolo 1741 die bekannten Deckengemälde ausführen ließ. Die Malerei am Deckengewölbe eines 22 Meter langen Saales zeigt den zum Götterhimmel auffahrenden Sonnenwagen, umgeben von Meerwesen und Allegorien der Erdteile und Künste. Die atmosphärische Licht- und Farbenkunst Tiepolos steht hier auf dem Höhepunkt des venezianischen Rokoko. Clerici kaufte kostbare Möbel aus Wien. Die Wände wurden mit Bildern von Tintoretto, Guido Reni, Van Dyck, Pordenone, Veronese und anderen berühmten Künstlern behängt. Letztlich verschlang die Ausstattung einen erheblichen Teil seines Vermögens. Sein Erbe Francesco Clerici konnte den Unterhalt nicht aufbringen, so vermietete er es an den Erzherzog Ferdinand von Österreich, der dort rauschende Feste feierte. Letztlich wurde das Gebäude 1813 an das Königreich Italien verkauft.